# غلي (شاهين دج)
غلي هي قرية في مقاطعة شاهين دج، إيران. عدد سكان هذه القرية هو 239 في سنة 2006.